# Усп'ян
Усп'ян (рос. Успьян, удм. Юсьпиян) — присілок в Малопургинському районі Удмуртії, Росія.
Урбаноніми:
- вулиці — Східна
- провулки — Центральний

## Населення
Населення — 21 особа (2010; 9 в 2002).
Національний склад станом на 2002 рік:
- росіяни — 89 %